# Юсупов, Мустафа Гуруглиевич
Мустафа Гуруглиевич Юсупов (1 июля 1995, Кара-Дёбё) — киргизский футболист, защитник клуба «Алай». Выступал за сборную Кыргызстана.

## Клубная карьера
Начинал играть в футбол на взрослом уровне в команде первой лиги Кыргызстана «Шахтёр» (Кызыл-Кия). С 2011 года находится в системе бишкекского «Дордоя», но в первые несколько лет играл за его фарм-клуб «Ала-Тоо» (Нарын) в высшей лиге. С 2016 года выступает за основную команду «Дордоя». Чемпион (2018) и неоднократный призёр чемпионата Кыргызстана, трёхкратный (2016, 2017, 2018) обладатель Кубка Кыргызстана.
В 2013 году принимал участие в составе «Дордоя» в Кубке Президента АФК, а во второй половине 2010-х годов играл со своей командой в Кубке АФК.

## Карьера в сборной
В составе олимпийской сборной Кыргызстана участник Азиатских игр 2018 года, сыграл 3 матча.
В национальной сборной Кыргызстана дебютировал 29 мая 2018 года в товарищеском матче против Азербайджана, заменив на 79-й минуте Авазбека Откеева.
Принимал участие в Кубке Азии 2019 года, сыграл два матча.